# 亚历克斯·斯科特
亞歷克斯·傑伊·斯科特（英語：Alex Jay Scott，2003年8月21日—）英国男子足球运动员，司職中場。現效力于英超球會伯恩茅斯、英格蘭21歲以下足球代表隊。

## 俱樂部生涯
2023年8月10日，斯科特與他的青年隊老東家之一英超球會伯恩茅斯簽訂了長期合同，永久轉會至伯恩茅斯。布里斯托城獲得了創俱樂部紀錄的轉會費，據信約為2500萬英鎊。

## 國家隊生涯
2024年3月22日，斯科特首次代表英格蘭21歲以下足球代表隊出場，在對陣阿塞拜疆U21的比賽中下半場替補出場，最終球隊以5-1客場獲勝。

## 榮譽
英格蘭U19
- 歐洲U-19足球錦標賽冠軍：2022

### 個人
- 英冠最佳年輕球員：2022–23[8]
- 英冠賽季最佳陣容：2022–23[9]
- 布里斯托城年度最佳球員：2022–23[10]